# ناردين صغير حاد النصل
ناردين صغير حاد النصل (الاسم العلمي: Valerianella oxyrhyncha) هو نوع من النباتات يتبع جنس الناردين الصغير من فصيلة معزية الورق.